# Utbrytarstat
Utbrytarstat är en stat som bildats av en politisk/militär grupp som utropat ett område som ursprungligen ligger i en annan stat som självständig stat, men som inte erkänts som självständig stat av ursprungslandets regering. Däremot händer det ibland att andra länder erkänner utbrytarstaten. Frågan om självständighet uppnås eller ej avgörs ibland genom fredliga samtal, men kan även resultera i våldsamma självständighetskrig ibland genomförda som gerillakrig. 
Exempel på utbrytarstater är Sydossetien (från Georgien), Republika Srpska/Serbiska republiken (från Bosnien och Hercegovina), Republiken Artsach (från Azerbajdzjan) och Västsahara (från Marocko).